# Private Snafu
Private Snafu (în română Soldatul Snafu) este o serie de desene animate alb-negru din perioada celui de-Al doilea Război Mondial. A fost concepută pentru a-i învăța pe soldații americani ce nu trebuie să facă în război și pentru a le ridica moralul. Au fost produse aprox. 27 de episoade, în total. 

## Legături externe
Materiale media legate de Private Snafu la Wikimedia Commons
- Private Snafu la IMDb
- Desenul animat Private SNAFU la Internet Archive
- Bright Lights Film Journal